# Micropera pallida
Micropera pallida är en orkidéart som först beskrevs av William Roxburgh, och fick sitt nu gällande namn av John Lindley. Micropera pallida ingår i släktet Micropera och familjen orkidéer. Inga underarter finns listade i Catalogue of Life.